# Oenothera slovaca
Oenothera slovaca är en dunörtsväxtart som beskrevs av V. Jehlik och K. Rostanski. Oenothera slovaca ingår i släktet nattljussläktet, och familjen dunörtsväxter. Inga underarter finns listade i Catalogue of Life.